# Base aérea Dresba
La Base aérea Dresba (en ruso: Аэродром дресба; ICAO:; IATA: ), se encuentra a 3 km al sur del asentamiento de Mijalkino, en la República de Sajá (Yakutia), Rusia. También se la conocía como "Krumaya" o "Mijalkino".
Aparenta ser un campo de bombarderos que no llegó a completarse, probablemente construido alrededor de 1960. La pista y la calle de rodaje pueden apreciarse en las imágenes del satélite.
A unos 14 km al norte existe algún tipo de instalación de radar, en 69°28′00″N 161°23′00″E / 69.46667, 161.38333. Imágenes de satélite desclasificadas muestran que la base existía en 1966.
Fue pensado como base para el establecimiento de bombarderos estratégicos a lo largo de la costa del océano Ártico. Es posible que el cambio de orientación hacia los misiles intercontinentales provocara el abandono de la construcción. La base iba a ser atendida por la Voyska PVO para proteger contra posibles ataques procedentes de los Estados Unidos.

## Pista
La base aérea Dresba dispone de una pista de hormigón en dirección 17/35 de 3.500x40 m. (11.483x131 pies).